# Park County (Montana)
Park County is een county in de Amerikaanse staat Montana.
De county heeft een landoppervlakte van 7.258 km² en telt 15.694 inwoners (volkstelling 2000). De hoofdplaats is Livingston.